# Waorani jezik
Waorani jezik (“auca”, sabela; ISO 639-3: auc), jezik Huaorani ili Auca Indijanaca, jezična porodica sabelan, koji se govori u džunglama Ekvadora između rijeka Napo i Curaray. 
Različite podgrupe Huaorana govore jednim jezikom koji čini samostalnu izoliranu porodicu

## Vanjske poveznice
- Ethnologue (14th)
- Ethnologue (15th)